# Cabañas de Ebro
Pour les articles homonymes, voir Cabañas et Ebro (homonymie).
Cabañas de Ebro est une commune d’Espagne, dans la province de Saragosse, communauté autonome d'Aragon comarque de Ribera Alta del Ebro.